# Mont-roig del Camp
Mont-roig del Camp (em catalão e oficialmente) ou Montroig (em castelhano), no passado chamado Monroig, é um município da Espanha, na comarca do Baix Camp, província de Tarragona, comunidade autónoma da Catalunha. Tem 63,31 km² de área e em 2021 tinha 12 689 habitantes (densidade: 200,4 hab./km²). Limita com os municípios de Vandellòs i l'Hospitalet de l'Infant, Pratdip, Vilanova d'Escornalbou, Riudecanyes, Montbrió del Camp e Cambrils.